# Hesselbach (Wilhelmsthal)
Hesselbach ist ein Gemeindeteil von Wilhelmsthal im oberfränkischen Landkreis Kronach in Bayern.

## Geographie
Das Dorf liegt am Mühlberg (585 m ü. NHN, 0,8 km nordöstlich). Die Staatsstraße 2200 führt nach Lahm (1,8 km nördlich) bzw. nach Neuenbach (1 km südwestlich). Eine Gemeindeverbindungsstraße führt nach Wilhelmsthal (1,3 km südwestlich).

## Geschichte
Hesselbach wurde 1338 erstmals urkundlich erwähnt.
Gegen Ende des 18. Jahrhunderts gab es in Hesselbach 43 Anwesen. Das Hochgericht übte das bambergische Centamt Kronach aus. Die Dorf- und Gemeindeherrschaft hatte das Rittergut Hesselbach inne. Grundherren waren das Rittergut Hesselbach (2 Güter, 8 Halbgüter, 11 Sölden, 15 Tropfhäuser, 2 halbe Tropfhäuser) und das Kastenamt Kronach (4 Halbgüter). Neben diesen Anwesen gab es noch 1 Gemeindebräuhaus.
Mit dem Ersten Gemeindeedikt wurde Hesselbach dem 1808 gebildeten Steuerdistrikt Lahm zugewiesen. Mit dem Zweiten Gemeindeedikt entstand 1818 die Ruralgemeinde Hesselbach, zu der Geschwend, Grümpel und Neuenbach gehörten. Sie war in Verwaltung und Gerichtsbarkeit dem Patrimonialgericht Hesselbach zugeordnet und in der Finanzverwaltung dem Rentamt Kronach (1919 in Finanzamt Kronach umbenannt). 1838 wurde Hesselbach dem Landgericht Kronach zugewiesen. Ab 1862 gehörte Hesselbach zum Bezirksamt Kronach (1939 in Landkreis Kronach umbenannt). Die Gerichtsbarkeit blieb beim Landgericht Kronach (1879 in das Amtsgericht Kronach umgewandelt). Die Gemeinde hatte ursprünglich eine Gebietsfläche von 6,598 km². Ein Teil von Neuenbach wurde bereits vor 1928 in Wilhelmsthal eingegliedert, der andere Teil kam 1962 zu Wilhelmsthal. Dadurch verringerte sich die Fläche auf 6,459 km² und schließlich auf 6,405 km².
Am 1. Mai 1978 wurde die Gemeinde Hesselbach im Zuge der Gebietsreform in Bayern nach Wilhelmsthal eingemeindet.

### Baudenkmäler
- Leitenbergweg 2: Wohnstallhaus
- Drei Bildstöcke

### Einwohnerentwicklung
Gemeinde Hesselbach
| Jahr | Einwohner | Häuser | Quelle |
| ---- | --------- | ------ | ------ |
| 1840 | 469       |        | [ 11 ] |
| 1852 | 519       |        | [ 11 ] |
| 1855 | 558       |        | [ 11 ] |
| 1861 | 516       |        | [ 12 ] |
| 1867 | 523       |        | [ 13 ] |
| 1871 | 512       | 82     | [ 14 ] |
| 1875 | 482       |        | [ 15 ] |
| 1880 | 503       |        | [ 16 ] |
| 1885 | 500       | 78     | [ 7 ]  |
| 1890 | 469       | 84     | [ 17 ] |
| 1895 | 495       |        | [ 11 ] |
| 1900 | 488       | 86     | [ 18 ] |

| Jahr | Einwohner | Häuser | Quelle |
| ---- | --------- | ------ | ------ |
| 1905 | 502       |        | [ 11 ] |
| 1910 | 469       |        | [ 19 ] |
| 1919 | 469       |        | [ 11 ] |
| 1925 | 523       | 77     | [ 20 ] |
| 1933 | 567       |        | [ 11 ] |
| 1939 | 604       |        | [ 11 ] |
| 1946 | 674       |        | [ 11 ] |
| 1950 | 648       | 99     | [ 21 ] |
| 1952 | 637       |        | [ 11 ] |
| 1961 | 577       | 111    | [ 8 ]  |
| 1970 | 626       |        | [ 22 ] |

Ort Hesselbach
| Jahr      | 001818 | 001861 | 001871 | 001885 | 001900 | 001925 | 001950 | 001961 | 001970 | 001987 | 002015 |
| Einwohner |        | 351    | 351    | 343    | 309    | 381    | 467    | 471    | 506    | 474    | 449    |
| Häuser    | 46     |        |        | 51     | 60     | 54     | 72     | 92     |        | 117    |        |
| Quelle    | [ 6 ]  | [ 12 ] | [ 14 ] | [ 7 ]  | [ 18 ] | [ 20 ] | [ 21 ] | [ 8 ]  | [ 22 ] | [ 23 ] | [ 1 ]  |

### Wappen
Die Blasonierung des früheren Gemeindewappens lautet: „In Silber ein schmaler blauer Wellenpfahl, vorne eine rote Schafschere, hinten eine rot bewehrte schwarze Bärentatze mit rotem Stumpf“.

## Religion
Der Ort ist römisch-katholisch geprägt und nach St. Ägidius in Lahm gepfarrt.

## Vereine
1991 wurde die Dorfgemeinschaft Hesselbach als Zusammenschluss aller Vereine gegründet. Im Ort gibt es einen Musikverein und den Sportverein SSV Lahm-Hesselbach.